# Liste de sommets du Népal
Cette liste est sans doute incomplète et peut-être mal ordonnée. Votre aide est la bienvenue !

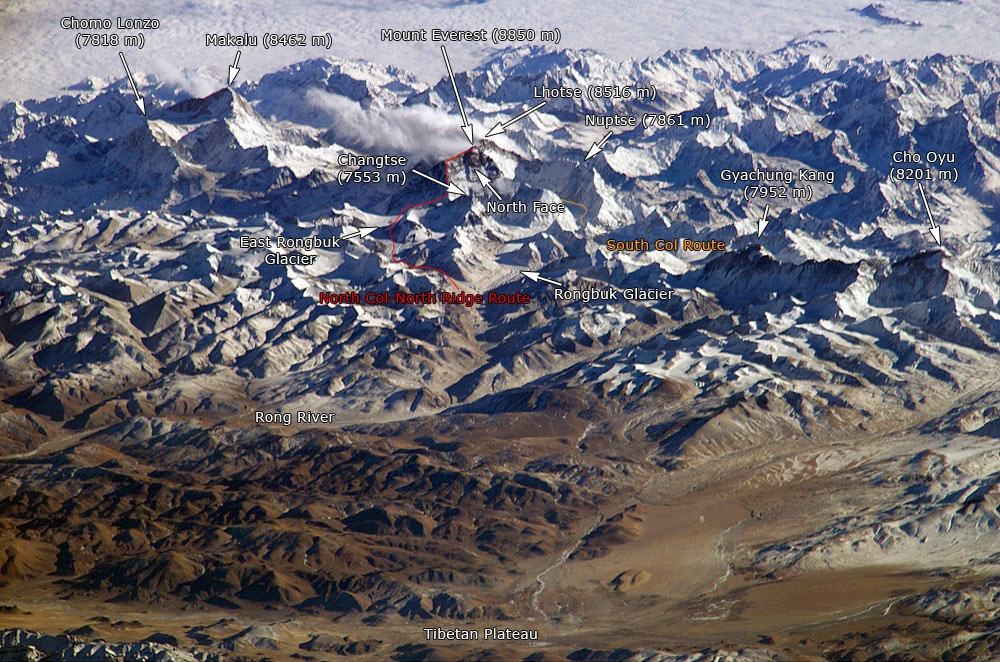
Vue aérienne de l'Himalaya, l'Everest se situant au centre de la photo.

Le Népal comprend une partie de l'Himalaya, la chaîne de montagnes la plus haute du monde. Huit des 14 sommets de plus de 8 000 mètres d'altitude se trouvent au Népal, soit entièrement, soit en partie, partagés avec les frontières voisines du Tibet ou de l'Inde.
| Montagne/Sommet        | Mètres | Notes                                        |
| ---------------------- | ------ | -------------------------------------------- |
| Everest                | 8 849  | Plus haute montagne du monde                 |
| Kangchenjunga          | 8 586  | 3e plus haute du monde                       |
| Lhotse                 | 8 516  | 4e plus haute du monde                       |
| Makalu                 | 8 462  | 5e plus haute du monde                       |
| Cho Oyu                | 8 201  | 6e plus haute du monde                       |
| Dhaulagiri             | 8 167  | 7e plus haute du monde                       |
| Manaslu                | 8 156  | 8e plus haute du monde                       |
| Annapurna I            | 8 091  | 10e plus haute du monde                      |
| Gyachung Kang          | 7 952  |                                              |
| Ngadi Chuli            | 7 871  |                                              |
| Nuptse                 | 7 861  |                                              |
| Chamlang               | 7 319  |                                              |
| Baruntse               | 7 220  |                                              |
| Pumori                 | 7 161  |                                              |
| Gauri Sankar           | 7 134  |                                              |
| Pic Tilicho            | 7 134  |                                              |
| Salasungo              | 7 110  |                                              |
| Hungchi                | 7 036  |                                              |
| Machapuchare           | 6 993  |                                              |
| Kanjiroba              | 6 883  |                                              |
| Ama Dablam             | 6 812  | « La mère et son collier »                   |
| Pethangtse             | 6 738  | à la frontière avec la Chine                 |
| Cho Polu               | 6 735  |                                              |
| Num Ri                 | 6 677  |                                              |
| Thamserku              | 6 623  |                                              |
| Khumbutse              | 6 640  | Première montagne à l'ouest de l'Everest     |
| Tawesche               | 6 501  |                                              |
| Pic Mera               | 6 476  | Trekking peak                                |
| Tengi Ragi Tau         | 6 443  |                                              |
| Hiunchuli              | 6 441  | Trekking peak difficile                      |
| Cholatse               | 6 440  |                                              |
| Kusum Kangguru         | 6 367  | Trekking peak difficile                      |
| Kongde Ri              | 6 187  | Trekking peak                                |
| Imja Tse               | 6 160  | Trekking peak populaire                      |
| Nirekha                | 6 069  | Nouveau trekking peak                        |
| Pic Baden-Powell Scout | 5 825  | Anciennement connu sous le nom de pic Urkema |
| Pokalde                | 5 806  | Trekking peak                                |
| Khumbila               | 5 761  | Invaincu                                     |
| Pokalde                | 5 745  |                                              |
| Tharpu Chuli           | 5 663  | Trekking peak                                |
| Kala Patthar           | 5 545  | Hiking peak populaire, au pied du Pumori     |
| Pic Yala               | 5 520  |                                              |
| Gokyo Ri               | 5 357  | Hiking peak populaire                        |